# Sandman (serial telewizyjny)
Sandman – amerykański serial na podstawie serii komiksów Sandman Neila Gaimana. Gaiman jest również jednym z jego producentów wykonawczych serialu.
Premiera serialu odbyła się 5 sierpnia 2022 na platformie Netflix. Dodatkowy, dwuczęściowy odcinek pojawił się 19 sierpnia 2022.
W listopadzie 2022 r. potwierdzono, że serial otrzyma drugi sezon. Premiera pierwszej części drugiego sezonu miała miejsce 3 lipca 2025, trzy tygodnie później opublikowana zostanie druga część drugiego sezonu, a 31 lipca odcinek specjalny.

## Fabuła
W 1916 roku, Sen, władca opowieści i jeden z siedmiu Nieskończonych, zostaje schwytany w wyniku okultystycznego rytuału. W 2021, po 105 latach uwięzienia, udaje mu się uwolnić. Teraz musi przywrócić ład w Śnieniu – opuszczonym przez siebie królestwie.

## Bohaterowie
Źródła:.

### Nieskończeni
- Tom Sturridge jako Sen (ang. Dream), władca Śnienia
- Kirby Howell-Baptiste jako Śmierć (ang. Death)
- Mason Alexander Park jako Pożądanie (ang. Desire)
- Donna Preston jako Rozpacz (ang. Despair)
- Adrian Lester jako Los (ang. Destiny)
- Esmé Creed-Miles jako Maligna (ang. Delirium)
- Barry Sloane jako Wyrodny (ang. Prodigal)

### Mieszkańcy Śnienia
- Vivienne Acheampong jako Lucienne, bibliotekarka Śnienia
- Boyd Holbrook jako Koryntyjczyk, zbiegły koszmar
- Asim Chaudhry jako Abel, pierwsza ofiara
- Sanjeev Bhaskar jako Kain, pierwszy zabójca
- Patton Oswalt jako kruk Matthew (głos)
- Mark Hamill jako Mervyn Dyniogłowy (głos)
- Stephen Fry jako Gilbert, towarzysz podróży Rose Walker

### Bogowie i demony
- Gwendoline Christie jako Lucyfer, władca piekła
- Freddie Fox jako Loki
- Clive Russell jako Odyn
- Laurence O’Fuarain jako Thor

### Faerie
- Ann Skelly jako Nuala
- Douglas Booth jako Cluracan
- Jack Gleeson jako Puk

### Ludzie
- Charles Dance jako Roderick Burgess, szarlatan i mag
- Jenna Coleman jako lady Johanna Constantine (postać z XVIII w.) i jako Johanna Constantine (postać z XXI w.)[11]
- Joely Richardson jako Ethel Crisp, ukochana Rodericka Burgessa i matka Johna Dee
  - Niamh Walsh jako młoda Ethel
- David Thewlis jako John Dee, syn Rodericka Burgessa i Ethel Crisp
- Kyo Ra jako Rose Walker, młoda kobieta poszukująca zaginionego brata
- Razane Jammal jako Lyta Hall, przyjaciółka Rose Walker
- Sandra James Young jako Unity Kinkaid, wspierająca Rose Walker w jej poczynaniach
- Ruairi O’Connor jako Orfeusz
- Indya Moore jako Wanda

### Głosy postaci z odcinkaSen tysiąca kotów
- Sandra Oh jako Prorokini, kotka która miała sen
- Rosie Day jako Tabby Kitten, kociak wyruszający na spotkanie
- David Gyasi jako Gray, szary kot wyruszający na spotkanie
- Neil Gaiman jako kościotrup kruka

### Postacie z odcinkaKaliope
- Melissanthu Mahut jako muza Kaliope
- Arthur Darvill jako Richard Madoc, początkujący pisarz
- Derek Jacobi jako Erasmus Fry, doświadczony pisarz

## Odcinki

### Sezon 1
| Nr | #  | Tytuł oryginalny                      | Tytuł polski                | Reżyseria       | Scenariusz                                  | Data premiery    |
| -- | -- | ------------------------------------- | --------------------------- | --------------- | ------------------------------------------- | ---------------- |
| 1  | 1  | Sleep of the Just                     | Sen sprawiedliwych          | Mike Barker     | Neil Gaiman, David S. Goyer, Allan Heinberg | 5 sierpnia 2022  |
| 2  | 2  | Imperfect Hosts                       | Nieidealni gospodarze       | Jamie Childs    | Allan Heinberg                              | 5 sierpnia 2022  |
| 3  | 3  | Dream a Little Dream of Me            | Sen                         | Jamie Childs    | Jim Campolongo                              | 5 sierpnia 2022  |
| 4  | 4  | A Hope in Hell                        | Nadzieja w piekle           | Jamie Childs    | Austin Guzman                               | 5 sierpnia 2022  |
| 5  | 5  | 24/7                                  | 24/7                        | Jamie Childs    | Ameni Rozsa                                 | 5 sierpnia 2022  |
| 6  | 6  | The Sound of Her Wings                | Dźwięk jej skrzydeł         | Mairzee Almas   | Lauren Bello                                | 5 sierpnia 2022  |
| 7  | 7  | The Doll's House                      | Domek dla lalek             | Andrés Baiz     | Heather Bellson                             | 5 sierpnia 2022  |
| 8  | 8  | Playing House                         | Zabawa w dom                | Andrés Baiz     | Alexander Newman-Wise                       | 5 sierpnia 2022  |
| 9  | 9  | Collectors                            | Kolekcjonerzy               | Coralie Fargeat | Vanessa James Benton                        | 5 sierpnia 2022  |
| 10 | 10 | Lost Hearts                           | Zagubione serca             | Louise Hooper   | Jay Franklin                                | 5 sierpnia 2022  |
| 11 | 11 | A Dream of a Thousand Cats / Calliope | Sen tysiąca kotów / Kaliope | Hisko Hulsing   | Catherine Smyth-McMullen                    | 19 sierpnia 2022 |

### Sezon 2
| Nr | #  | Tytuł oryginalny                    | Tytuł polski                     | Reżyseria    | Scenariusz                  | Data premiery |
| -- | -- | ----------------------------------- | -------------------------------- | ------------ | --------------------------- | ------------- |
| 12 | 1  | Season of Mists                     | Pora mgieł                       | Jamie Childs | Allan Heinberg              | 3 lipca 2025  |
| 13 | 2  | The Ruler of Hell                   | Władca Piekieł                   | Jamie Childs | Ameni Rozsa                 | 3 lipca 2025  |
| 14 | 3  | More Devils Than Vast Hell Can Hold | Diabłów więcej, niż ich w piekle | Jamie Childs | Alexander Wise              | 3 lipca 2025  |
| 15 | 4  | Brief Lives                         | Ulotne życia                     | Jamie Childs | Austin Guzman               | 3 lipca 2025  |
| 16 | 5  | The Song of Orpheus                 | Pieśń Orfeusza                   | Jamie Childs | Shadi Petosky               | 3 lipca 2025  |
| 17 | 6  | Family Blood                        | Rodzinna Krew                    | Jamie Childs | Jim Campolongo              | 3 lipca 2025  |
| 18 | 7  | Time and Night                      |                                  | Jamie Childs | Vanessa Benton              | 24 lipca 2025 |
| 19 | 8  | Fuel for the Fire                   |                                  | Jamie Childs | Jay Franklin                | 24 lipca 2025 |
| 20 | 9  | The Kindly Ones                     |                                  | Jamie Childs | Greg Goetz                  | 24 lipca 2025 |
| 21 | 10 | Long Live the King                  |                                  | Jamie Childs | Marina Marlens              | 24 lipca 2025 |
| 22 | 11 | A Tale of Graceful Ends             |                                  | Jamie Childs | Allan Heinberg              | 24 lipca 2025 |
| 23 | 12 | Death: The High Cost of Living      |                                  | Jamie Childs | Neil Gaiman, Allan Heinberg | 31 lipca 2025 |

## Odbiór
Serial spotkał się z pozytywną reakcją krytyków. W agregatorze recenzji Rotten Tomatoes 86% z 96 recenzji pierwszego sezonu uznano za pozytywne, a średnia ocen wystawionych na ich podstawie wyniosła 7,60. Z kolei w agregatorze Metacritic średnia ważona ocen z 28 recenzji wyniosła 66 punktów na 100.